# Emily de Jongh-Elhage
Pour les articles homonymes, voir de Jongh.
Emily Saïdy de Jongh-Elhage, née le 7 décembre 1946, est une femme politique néerlandaise, membre du Parti pour les Antilles restructurées (PAR). Elle est la dernière ministre-présidente des Antilles néerlandaises du 26 mars 2006 jusqu'à la dissolution de la fédération le 10 octobre 2010.

## Biographie
Née dans une famille d'origine libanaise, Emily Saïdy est enseignante puis gestionnaire de biens immobiliers. Membre du Parti pour les Antilles restructurées (PAR), elle est élue membre du conseil de l'île de Curaçao, puis devient membre du conseil exécutif, chargée des travaux publics et du logement. En 2002, elle rejoint le gouvernement de la fédération dirigé par Etienne Ys, comme ministre de l'éducation. 
Après la victoire de son parti, le PAR, aux élections législatives de janvier 2006, elle est nommée ministre-présidente et ministre des Affaires étrangères des Antilles néerlandaises le 26 mars suivant. Elle demeure en fonction jusqu'à la dissolution de la fédération le 10 octobre 2010.